# Gastropsetta frontalis
Gastropsetta frontalis is een straalvinnige vissensoort uit de familie van de schijnbotten (Paralichthyidae). De wetenschappelijke naam van de soort is voor het eerst geldig gepubliceerd in 1895 door Bean.